# Parmotrema sarrameanum
Parmotrema sarrameanum är en lavart som beskrevs av Louwhoff & Elix. Parmotrema sarrameanum ingår i släktet Parmotrema och familjen Parmeliaceae.   Inga underarter finns listade i Catalogue of Life.